# 潘皇龍
潘皇龍（英語：Hwang-Long PAN；1945年9月9日—），臺灣作曲家，曾獲西德尤根龐德作曲獎、國家文藝獎、吳三連文藝獎、傳藝金曲獎等獎項，作品多次於歐美、亞洲各地音樂節發表。於1989年創立「國際現代音樂協會台灣總會」（今中華民國現代音樂協會），並曾任「亞洲作曲家聯盟」主席、策辦國際性大型音樂節，致力將臺灣音樂創作及樂團推向國際舞臺。

## 生平
潘皇龍出生於南投縣埔里鎮，畢業於省立臺北師範學校（今國立臺北教育大學）普通師範科、國立臺灣師範大學音樂學系，後赴瑞士蘇黎世音樂學院學習，1976年獲得作曲家文憑，並於德國漢諾威音樂戲劇學院、柏林藝術大學專攻二十世紀作曲法。創作作品《因果木管四重奏》獲得西德尤根龐德作曲獎（1979）、《迴旋曲：鋼琴三重奏》獲西德音樂學院作曲比賽第二獎（1981）。
1982年，與臺灣聲樂家林玉卿結婚，同年返臺於國立藝術學院（今國立臺北藝術大學）音樂系任教，而後陸續擔任該校學務長、音樂學院院長等職務，2018年起獲聘為名譽教授。1989年創立國際現代音樂協會台灣總會，擔任多屆理事長；並曾獲選為「亞洲作曲家聯盟」主席、「台灣作曲家協會」暨「亞洲作曲家聯盟台灣總會」理事長，主辦2011年亞洲作曲家聯盟大會暨亞太音樂節。

## 音樂創作

### 創作理念
撰著〈音響意境音樂創作的理念〉於1995年刊載出版，其中提及以「意念的凝聚」闡述東方「一音一世界」概念上的美學邏輯，再以「樂想的擴充」舉出音組織延伸與開展的作曲手法，第三則是探究「精神的表徵」，使意念與作曲技法內外合一。

### 代表作品
潘皇龍的音樂創作類型，包括：器樂獨奏曲、室內樂曲、管弦樂曲、合唱曲/聲樂曲等。部分代表作品如下：
- 《陰陽上去》系列聲樂作品（1992-1995）
- 《迷宮·逍遙遊》系列器樂作品（1988-2008）
- 《東南西北》東、西方樂器混合編制系列作品（1998-2023）
- 「北管協奏曲」系列作品（2005-2019）

### 重要演出發表
- 個人專場音樂會：「潘皇龍樂展」（1990、2001）、「潘皇龍作品發表會」（1999）、「潘皇龍管弦樂作品—花甲回顧展」（2005）、「聽見臺灣的聲音—潘皇龍管絃樂展」（2011）等[2]。

- 音樂節：荷蘭國際高德阿姆斯（Gaudeamus）新音樂節、亞洲作曲家聯盟亞太音樂節、國際現代音樂協會世界新音樂節、巴黎現代音樂節、維也納現代音樂節、柏林藝術節、美國阿拉斯加當代音樂節、波蘭國際譚斯曼（AlexandreTansman）音樂節、中國東盟音樂週等[2]。
- 合作演出團體：德國柏林愛樂管弦樂團、法國龐畢度文化中心現代音樂室內樂團、英國阿笛悌弦樂四重奏團（英语：Arditti_Quartet）、奧地利音響論壇室內樂團（英语：Klangforum_Wien）、荷蘭新室內樂團、國家交響樂團、國立臺灣交響樂團、采風樂坊等[2]。

## 理論著作
- 《現代音樂的焦點》（1983）
- 《讓我們來欣賞現代音樂》（1987）
- 〈音響意境音樂創作的理念〉（1995）
- 〈建構台灣主體性的音樂生態新環境〉（2016）
- 〈超級支聲異音〉（2017）[8]

## 榮譽
- 西德尤根龐德作曲獎（1979）[2]
- 西德音樂學院作曲比賽第二獎（1981）[2]
- 吳三連獎（1987）[9]
- 國家文藝獎（1992，2003）[10]
- 行政院一等服務獎章（2008）[6]
- 傳藝金曲獎最佳作曲獎（2021）[11]